# Talent (Fluss)
Der Talent ist der 40 km lange, rechte und östliche Quellfluss der Thielle (dt. Zihl) im Kanton Waadt. Er vereinigt sich nach der Gemeinde Orbe mit der Orbe zur Thielle, die bei Yverdon-les-Bains in den Neuenburgersee mündet. Sein Einzugsgebiet ist 126 km² gross.

## Geographie

### Verlauf
Der Talent entspringt in einer Höhe von rund 900 m ü. M. im ausgedehnten Waldgebiet des Bois du Jorat und fliesst zunächst nach Westen in einem Tal, das in die Molasse des Jorat-Hochlandes eingetieft ist. Nördlich der Gemeinde Cugy vollzieht der Talent einen scharfen Bogen und fliesst jetzt in einer vom eiszeitlichen Rhonegletscher vorbereiteten Furche nach Nordnordosten. Bei Echallens wendet sich der Fluss wieder nach Westen und erreicht die Fläche des nordöstlichen Gros de Vaud, die er mit zahlreichen kleinen Windungen durchquert. Unterhalb von Saint-Barthélemy macht er einen weiteren scharfen Knick nach Norden und tieft sich erneut in die Molasseschichten ein. Bei Chavornay tritt der Talent in die Orbeebene hinaus und mündet nahe bei der Stadt Orbe in die Orbe. Nach dem Zusammenfluss von Orbe und Talent übernimmt das Gewässer den Namen La Thielle (deutsch Zihl).

### Einzugsgebiet
Das 126,33 km² grosse Einzugsgebiet des Talent liegt im Schweizer Mittelland und wird durch ihn über die Zihl, die Aare und den Rhein zur Nordsee entwässert.
Es besteht zu 34,5 % aus bestockter Fläche, zu 56,7 % aus Landwirtschaftsfläche, zu 8,4 % aus Siedlungsfläche und zu 0,5 % aus unproduktiven Flächen.
Die Flächenverteilung
Die mittlere Höhe des Einzugsgebietes beträgt 735 m ü. M., die minimale Höhe liegt bei 421 m ü. M. und die maximale Höhe bei 1462 m ü. M.

### Zuflüsse
- R. de Moille Saugeon (links), 2,3 km, 0,92 km²
- Le Mauvernay (links), 1,1 km, 0,87 km²
- R. du Chêne de Gland (R. des Corbessières) (links), 2,3 km, 1,25 km²
- R. de Tirecul (links), 0,9 km
- R. de Froideville (rechts), mit R. du Moulin 2,6 km, 1,81 km²
- R. Muny (rechts), 0,5 km
- R. de Pré Noé (links), 1,5 km
- R. de Benenté (links), 1,4 km, 1,02 km²
- La Tiolerie (La Robastiou) (rechts), 1,3 km, 0,87 km²
- R. de la Râpe (rechts), 0,7 km
- R. du Bois des Cloux (rechts), 2,3 km, 1,67 km²
- R. de Latigny (links), 2,3 km, 1,11 km²
- R. de Morrens (links), 0,8 km
- Le Combron (rechts), 3,3 km, 2,88 km²
- R. de Posat (rechts), 1,1 km, 1,17 km²
- R. de Rebataires (rechts), 0,7 km
- Le Botterex (rechts), 0,9 km, 2,74 km²
- Le Larry (rechts), 1,3 km, 1,87 km²
- Le Mortigue (links), 4,0 km, 10,95 km², 0,16 m³/s
- R des Priles (links), 1,2 km
- R. des Condémines (rechts), 0,4 km
- R. d'Oulens (links), 0,4 km
- La Vouda (rechts), 1,1 km, 2,06 km²
- R. de la Coffettaz (rechts), 0,3 km
- R. de Flon de Chaux (rechts),1,0 km, 0,93 km²
- Le Rendoz (rechts), 0,3 km
- Le Bramafan (links), 0,4 km
- L'Ardenne (rechts), 2,1 km, 1,35 km²
- Le Nozon (links), 23,7 km, 58,15 km², 0,91 m³/s

## Charakter
Der Talent ist in seinem Ober- und Mittellauf ein weitgehend natürlicher oder naturnah gehaltener Fluss. In der Orbeebene wurde er kanalisiert und begradigt. Hier mündet auch der einzige erwähnenswerte Nebenfluss, der Nozon. Früher wurde das Wasser des Talent an einigen Orten zum Betrieb von Mühlen genutzt (u. a. Moulin de Bavois).

## Hydrologie
Beim Zusammenfluss des Talent mit der Orbe beträgt seine modellierte mittlere Abflussmenge (MQ) 1,93 m³/s. Sein Abflussregimetyp ist nivo-pluvial jurassien und seine Abflussvariabilität beträgt 26.

## Brücken

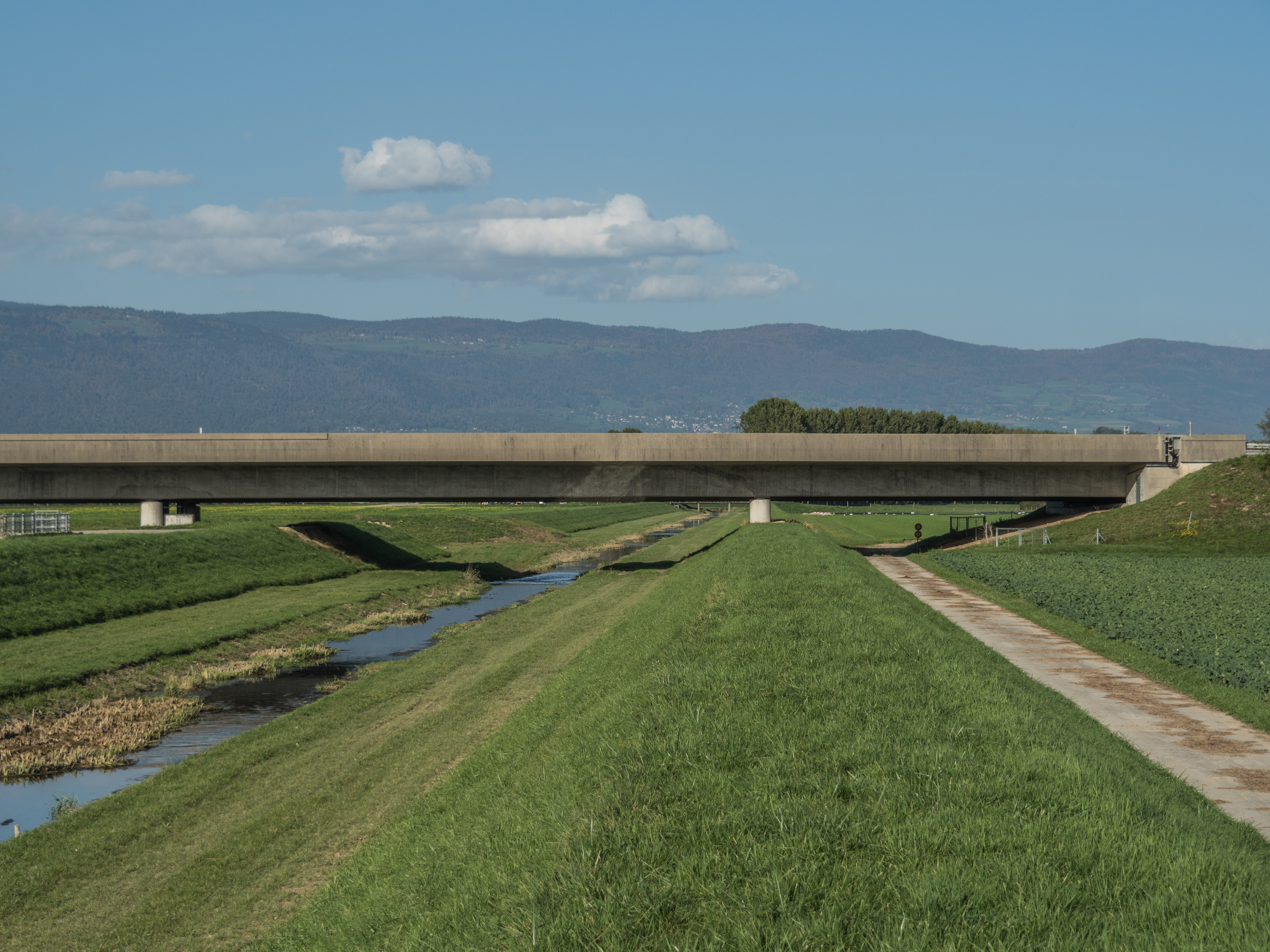
Viaduc de la Plaine de l’Orbe (Autobahn A9)

Auf seinem Weg wird er von rund 60 Brücken überquert.